# Iarlaganda
Iarlaganda fue un gobernante de la dinastía guti de Sumer entre ca. 2064  a.  C. y 2057  a.  C. (cronología corta).
Según la Lista Real Sumeria, fue precedido por Puzursin y sucedido por Sium